# Generido
Generido (em latim: Generidus) foi um oficial romano de provável origem gaulesa ou germânica do começo do século V, ativo durante o reinado do imperador romano ocidental Honório (r. 395–423).

## Vida
O historiador Zósimo afirma que ele era bárbaro e pagão. Foi louvado por seu caráter e incorruptibilidade e segundo o autor era enérgico ao manter suas tropas se exercitando e foi um severo disciplinador, bem como conseguiu manter a região sob seu comando livre de incursões bárbaras. Ele aparece pela primeira vez em 408, quando ocupava alto posto e estava estacionado em Roma; os autores da PIRT sugere quem foi o conde da Itália. Nessa ocasião, Honório aprovou uma lei que proibia pagãos de reter altos ofícios (14 de novembro), o que levou-o a se recusar a cumprir seus deveres apesar das exigências imperiais. Como consequência, Honório decidiu anular a lei.
Em 409, Generido aparece como comandante das tropas estacionadas na Panônia Superior, Nórica e Récia. Seu posto também é incerto aqui, mas é provável que foi conde da Ilíria. Por esta época, a Itália foi invadida pelo rei Alarico I (r. 395–410) e este enviou um pedido de ajuda para seu cunhado Ataulfo, que desde 408 era comandante na Panônia (Prima e Sávia) de um exército misto de germanos e hunos. Ataulfo, atendendo ao pedido, cruzou os Alpes e atravessou a região do Vêneto para unir-se a Alarico. De acordo Herwig Wolfram, sua travessia foi acelerada pela nomeação de Generido para o comando da Ilíria. Em 409/410, com a execução de Olímpio, a Dalmácia foi adicionada à área sob seu comando.